# 中井康之
中井 康之（なかい やすゆき、1954年8月7日 - 2014年8月9日）は、京都府京都市出身のプロ野球選手（外野手）。右投右打。

## 来歴・人物
京都市立西京商業高等学校では、1972年夏の京滋大会京都予選準々決勝に進出。花園高の斉藤明雄投手と投げ合い、延長16回の熱戦の末に6-4で勝利。しかし準決勝で西舞鶴高に敗退し、甲子園には届かなかった。本格派で速球を武器に通算26試合で計234三振を奪った。同年のドラフト1位で巨人に指名され入団。当時のエース・堀内恒夫によく似たタイプと言われていた。
投手として入団も、肩の故障により1978年から外野手へ転向。同年のイースタン・リーグでは首位打者、打点王の二冠に輝く。
1979年から一軍に定着、4月11日の阪神戦では球団史上初の初打席初本塁打を記録している。同年は92試合に出場、打率.257の記録を残す。同年オフの長嶋茂雄監督による「地獄の伊東キャンプ」にも参加する。その後も主に外野の守備固めや代走で起用される。
1981年の日本シリーズには6試合に出場。第5戦では2番打者として先発し5打数2安打、8年ぶりの日本一に貢献した。
1984年限りで現役引退。
引退後は東京都文京区の護国寺に居酒屋「護国寺なかい」を開業。2007年からは店舗を港区芝大門に移転（店名は「芝大門なかい」に変更、現在は閉店）。居酒屋の開店に際して、看板や箸袋の店名を長嶋茂雄に揮毫してもらった。長嶋の揮毫した看板は移転後も（「護国寺」の部分を省いて）使用されていた。
2014年8月9日午前4時30分、神奈川県内の病院で食道がんのため死去。60歳没。
8月12日に通夜、翌13日に告別式が営まれた。

## 詳細情報

### 年度別打撃成績
| 年 度     | 球 団     | 試 合 | 打 席 | 打 数 | 得 点 | 安 打 | 二 塁 打 | 三 塁 打 | 本 塁 打 | 塁 打 | 打 点 | 盗 塁 | 盗 塁 死 | 犠 打 | 犠 飛 | 四 球 | 敬 遠 | 死 球 | 三 振 | 併 殺 打 | 打 率 | 出 塁 率 | 長 打 率 | O P S |
| --------- | --------- | ----- | ----- | ----- | ----- | ----- | -------- | -------- | -------- | ----- | ----- | ----- | -------- | ----- | ----- | ----- | ----- | ----- | ----- | -------- | ----- | -------- | -------- | ----- |
| 1979      | 巨人      | 92    | 79    | 74    | 11    | 19    | 3        | 2        | 1        | 29    | 10    | 4     | 3        | 2     | 0     | 2     | 0     | 1     | 11    | 2        | .257  | .286     | .392     | .678  |
| 1980      | 巨人      | 80    | 36    | 28    | 8     | 5     | 2        | 0        | 0        | 7     | 1     | 3     | 0        | 5     | 0     | 2     | 0     | 1     | 6     | 0        | .179  | .258     | .250     | .508  |
| 1981      | 巨人      | 84    | 31    | 29    | 4     | 8     | 1        | 0        | 1        | 12    | 4     | 3     | 2        | 0     | 1     | 1     | 0     | 0     | 6     | 1        | .276  | .290     | .414     | .704  |
| 1982      | 巨人      | 53    | 16    | 14    | 3     | 1     | 0        | 0        | 0        | 1     | 0     | 0     | 0        | 0     | 0     | 1     | 0     | 1     | 2     | 0        | .071  | .188     | .071     | .259  |
| 1983      | 巨人      | 72    | 35    | 31    | 8     | 5     | 0        | 0        | 1        | 8     | 4     | 0     | 0        | 3     | 0     | 1     | 0     | 0     | 5     | 1        | .161  | .188     | .258     | .446  |
| 1984      | 巨人      | 9     | 11    | 9     | 0     | 1     | 0        | 0        | 0        | 1     | 0     | 0     | 0        | 1     | 0     | 0     | 0     | 1     | 0     | 1        | .111  | .200     | .111     | .311  |
| 通算：6年 | 通算：6年 | 390   | 208   | 185   | 34    | 39    | 6        | 2        | 3        | 58    | 19    | 10    | 5        | 11    | 1     | 7     | 0     | 4     | 30    | 5        | .211  | .254     | .314     | .567  |

### 記録
- 初出場：1979年4月7日、対中日ドラゴンズ1回戦（後楽園球場）、9回表に張本勲に代わり左翼手として出場
- 初打席・初安打・初本塁打・初打点：1979年4月11日、対阪神タイガース2回戦（阪神甲子園球場）、5回表に小俣進の代打で出場、山本和行からソロ　※史上13人目の初打席初本塁打
- 初盗塁：1979年4月17日、対広島東洋カープ1回戦（北九州市民球場）、6回裏に二盗（投手：金田留広、捕手：水沼四郎）
- 初先発出場：1979年6月2日、対阪神タイガース11回戦（後楽園球場）、1番・中堅手として先発出場

### 背番号
- 48（1973年 - 1978年）
- 39（1979年）
- 36（1980年 - 1984年）

## 備考
- 『中井正広のブラックバラエティ』（日本テレビ系列）の野球コーナーでよく中井選手を紹介されていた事もあり、現役時代を知らない年代の人にも知名度が広まっていた。
- 中井正広のブラックバラエティの企画